# Hendricks (Minnesota)
Pour les articles homonymes, voir Hendricks.
La ville américaine de Hendricks est située dans le comté de Lincoln, dans l’État du Minnesota. Lors du recensement de 2010, sa population s’élevait à 713 habitants.

## Source
- (en) Cet article est partiellement ou en totalité issu de l’article de Wikipédia en anglais intitulé « Hendricks, Minnesota » (voir la liste des auteurs).